# Moridunum (Axminster)
Moridunum byla pevnost a městečko v římské provincii Britannia. Jeho pozůstatky se zachovaly na farmě Woodbury Farm, na jih od města Axminster v hrabství Devon na jihozápadě Anglie.

## Poloha, rozměry

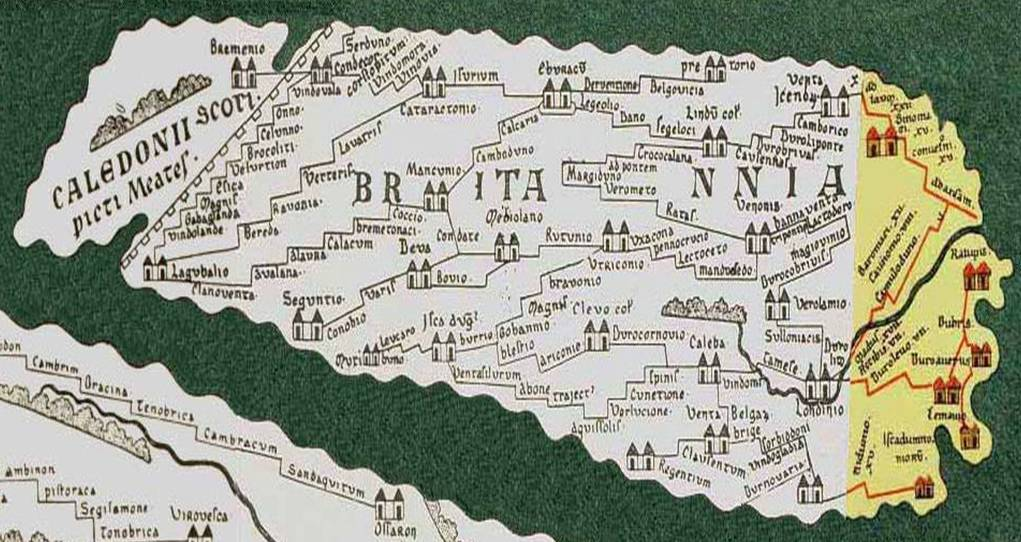
Peutingerova mapa

Pevnost byla patrně ve 2. století postavena na křižovatce dvou důležitých římských silnic, Fosse Way a silnice spojující římské město Durnovaria (moderní Dorchester) - město Isca Dumnoniorum. Jiné údaje uvádění počátek stavby rok 30 př. n. l. a konec rok 640 n. l.
Pevnost leží ve východní části údolí řeky Axe. Zachoval se areál ve tvaru obdélníka, ohraničený příkopem původně až 18 m širokým a 1,6 m hlubokým. Je viditelný na celém obvodu pevnosti kromě té části, která leží v bezprostřední blízkosti Woodbury Farm, kde byl zasypán. Příkop mohl být i dvojitý.
Samotná pevnost uvnitř areálu měří 144 m krát 132 m, takže zabírá plochu 1,9 ha.

## Archeologické nálezy
Vykopávky v severovýchodní části pevnosti v roce 1981 odhalily celou řadu pozůstatků po činnosti Římanů, například rybník, který byl zasypán velkým množstvím římských střepů z 3. a 4. století.
Poblíž městečka Moridunum byly také objeveny dvě římské villy.

## Civilní osídlení

### Peutingerova mapa
Pozdější civilní osídlení, které vyrostlo vedle silnice z Dorchesteru do Exeteru, se rozšířilo přes plochu, kde pevnost stála, dál směrem na západ. Moderní město Axminster leží v blízkosti pevnosti, směrem k severu. Axminster se jedním z 15 britských měst, která jsou zaznamenána na Peutingerově mapě, která zachycuje síť silnic v Římské říši a osídlení u nich. Mapa pochází z druhé poloviny 13. století, ale je založena na staré římské mapě ze 4. století.

### Mansio, městečko
Lokalita byla v moderní době zkoumána pomocí fotografování ze vzduchu. Například v roce 1984 byla nalezena velká kamenná budova, která byla označena za mansio, dům, kde se ubytovávali cestovatelé provinční poštovní služby. V Anglii bylo takových budov nalezeno pouze třináct; tato je z nich nejjižnější a nejzápadnější. Také Moridunum se také řadí k nejjižnějším a nejzápadnějším pevnostem.
Ve 3. století se obyvatelé civilní osady intenzivně věnovali hrnčířství. V pozdějších dobách osada vyrostla v městečko na křižovatce dvou nejdůležitějších silnic v regionu. Bylo opuštěno na konci 4. století.